# Elisabeth Masé
Elisabeth Masé (* 1959  in Basel) ist eine Schweizer Künstlerin und Schriftstellerin, Regisseurin, Dramaturgin und Szenografin.

## Leben und Werk
Elisabeth Masé studierte zwischen 1979 und 1983 an der Hochschule für Gestaltung und Kunst in Basel. 1994 lehrte sie als Gastdozentin an der Kunstakademie Oslo und von 1984 bis 1997 als Dozentin an der Hochschule für Gestaltung und Kunst in Basel.
In Zusammenarbeit mit Artists Unlimited, einer politisch unabhängigen Künstlergruppe, organisierte sie 1999 in Bielefeld ein Künstler- und Volksfest zugunsten kriegsversehrter Kinder in Kosovo. In Zusammenarbeit mit Architekten konnte sie mehrere Kunstprojekte im öffentlichen Raum realisieren. Sie gestaltete mehrere Bücher und graphische Editionen und ist seit 2008 auch schriftstellerisch tätig. Sie veröffentlichte im Verlag Kleinheinrich, Münster, Kurzgeschichten, Lyrik, eine Novelle und einen Roman.
Sie erhielt zahlreiche Auszeichnungen, unter anderem 1992 den Manor Kunstpreis in Verbindung mit einer Einzelausstellung in der Kunsthalle Basel. Elisabeth Masé lebt und arbeitet in Berlin.
Seit 2016 entwickelt sie Gesamtkunst-Projekte u. a. mit Malerei, Fotografie, Film, Musik, Tanz und Kunsthandwerk, seit 2018 für und mit einer internationalen Tanzkompanie.
Elisabeth Masé setzt sich in ihrer Arbeit mit der körperlichen Selbstwahrnehmung und der assoziativen Kraft des Unbewussten auseinander. Im Laufe ihrer künstlerischen Entwicklung untersuchte sie diese Thematik auf stilistisch und technisch vielfältige Art. Sowohl in ihren abstrakten als auch in ihren figurativ narrativen Phasen prägen Verletzlichkeit und Verlorenheit, Träume und Traumata, aber auch Sarkasmus und Humor das malerische, zeichnerische und seit 2008 auch schriftstellerische Werk. Dabei verbindet Masé die klassische Gattung des Porträts oftmals mit komplexen, verstörenden Bildfolgen.

## Auszeichnungen
- 2011: Kultur-Stern der Neuen Westfälischen, Bielefeld
- 1992: Manor Kunstpreis, Basel[9]
- 1989: Preisträgerin der Kiefer Hablitzel Stiftung, Schweiz[10]
- 1988: Preisträgerin der Kiefer Hablitzel Stiftung, Schweiz[11]
- 1987: Preisträgerin der Kiefer Hablitzel Stiftung, Schweiz[12]
- 1987: SwissAward, Schweiz[13]
- 1985: Stipendium Cité Internationale des Arts, Paris

## Werke
Werkgruppen
- 100 Jahre Einsamkeit (seit 2019)
- Der Mantel (seit 2017) in Kooperation mit Tchekpo Dance Company
- The Bride (seit 2016)
- Evil Child (seit 2013)
- Children and Dictators (2013–2017)
- Amerika.Give Me a Reason to Love You (2013–2015)
- Das Kleid (2016)
- Dresscode (2014)
- Black Series (2012–2014)
- Monuments (2006–2009)
- Die Unsterblichen (2000–2006)
- Fensterbilder (1997–2000)
- Sea & Sky (1994–1997)
- Tugend des Raumes (1993)
- Causa Sui (1988–1990)
- Desiropolis (1985–1986)
- Nachtflug (1983–1985)

Bücher, Buchgestaltungen und Illustrationen
- More and More Goddesses, Kleinheinrich, Münster 2024, je eine Ausgabe in Englisch und in Deutsch mit 96 Abbildungen und Texten von: Brigit Blass-Simmen, Luisa Catucci, Thomas Kellein, Elisabeth Masé, ISBN 978-3-930754-86-1,
- Die Braut, Edition mit eingelegter CD, Hybriden Verlag Berlin, 2022[14]
- Das schlafende Krokodil Roman, Kleinheinrich, Münster 2021, ISBN 978-3-945237-56-4
- Children and DictatorsKleinheinrich, Münster 2019, ISBN 978-3-945237-40-3.
- Amerika, Give Me a Reason to Love You. Kleinheinrich, Münster 2013, ISBN 978-3-930754-86-1.
- Der Hibiskus blutet. Kleinheinrich, Münster 2011, ISBN 978-3-930754-62-5.
- Sea & Sky. Kunstkassette mit Siebdrucken zum Gedicht Sea & Sky von Robert Lax. Selbstverlag 1994.
- Das Gedächtnis und die Hand. Illustrationen zu Gedichten von Edmond Jabès. Kleinheinrich, Münster 1992.
- Das Echo von Bois Râteau. Illustrationen zu Gedichten von Tadeus Pfeifer. von Loeper, Karlsruhe 1992.
- Im Gras kreischt freundlich der Affe. Illustrationen zu Gedichten von Tadeus Pfeifer. von Loeper, Karlsruhe 1989.
- Dr. Schnabels Totentanz. Herausgabe und Gestaltung der Kunst- und Literaturkassette mit Beiträgen von sieben Künstlern, sieben Schriftstellern und einem Komponisten zum Thema „Basler Totentanz“. Von Loeper, Karlsruhe 1988.

Kunst im öffentlichen Raum (Auswahl)
- Besitzbare Skulptur, 1990, Aussenraumgestaltung der Sportanlage, Gewerbeschule Liestal
- Übergänge, Bauskulptur mit Spiegeln über mehrere Stockwerke, Steinenvorstadt 62, Basel (mit Furrer & Fasnacht Architekten)
- Les Cours Etoilées, 1993–2001, großflächige Platzgestaltung, UniMail, art in public space, Universität Neuenburg (Neuchâtel, CH)[15]
- Raum der Stille, 2003, Raum und Lichtgestaltung für einen Raum der Stille und Meditation, Capella hospitalis, Städtisches Krankenhaus Bielefeld[16]
- Der Morgen, 1999, Sitzungsraum des Bielefelder Kunstvereins, Museum Waldhof[17]

## Ausstellungen

### Einzelausstellungen
- 1986: Desiropolis, Liestal, Kulturhalle Palazzo (Katalog)
- 1988: Dr. Schnabels Totentanz, Genf, Halle Sud (Katalog)
- 1990: Causa Sui, Liestal, Kunsthalle Palazzo (Katalog)
- 1992: Einzelausstellung (Manor Kunstpreis) im Rahmen von Projekt Schweiz, Kunsthalle Basel (Katalog)
- 1999: Eine Welt für alle, Bielefeld, Ausstellungsraum Artists Unlimited e. V.
- 2003: Blinde Mama, Herford, Museum MARTa-Kapelle
- 2007: Die Unsterblichen, Bielefelder Kunstverein und Kunsthalle Bielefeld (Katalog)
- 2009: Monuments, Oerlinghausen, Kunstverein Synagoge[18], Kunstverein Oerlinghausen (Katalog)
- 2011: Der Hibiskus blutet, Münster, Buchkunst Josef Kleinheinrich[19]
- 2013: Amerika. Give Me A Reason To Love You, Münster BuchKunst Kleinheinrich[19] und Basel, Raum für Kunst und Literatur
- 2016 Das Kleid, Galerie Katharina Maria Raab[20], Berlin
- 2017: Amerika. Give Me a Reason to Love You, Berlin, Galerie Katharina Maria Raab[21]
- 2017: Das Kleid, Bielefelder Kunstverein[22], Kunsthalle Bielefeld[23] und capella hospitalis
- 2017: AMERIKA. GIVE ME A REASON TO LOVE YOU, Trieste Contemporanea[24], Studio Tommaseo[24]
- 2018: DARK DAYS IN PARADISE, Kunstverein Tiergarten[25] / Galerie Nord, Berlin (Doppelausstellung)
- 2019: Children and Dictators, Galerie Katharina Maria Raab / Berlin[26]
- 2022: Das schlafende Krokodil, BuchKunst Kleinheinrich, Galerie und Verlag, Buchpräsentation und Ausstellung[27]
- 2023 Katholische Akademie in Berlin e.V., "Was heißt hier ‚immaculata‘? Braut und Reinheit in jüdischen und katholischen Kontexten" with Prof Shulamit Bruckstein and Dr. Gesine Palmer, Exhibition and Panel, Berlin, Germany
- Luisa Catucci Gallery, Soloexhibition, "99 Namen der Göttin", Berlin, Germany
- 2024: Luisa Catucci Gallery, "More and More Goddesses", Soloexhibition, Berlin, Germany, https://www.luisacatucci.com/more-and-more-goddesses/
- Collectors Space Ritterstrasse 8, "5 works, 16th century meets 21st century", June 14-29, 2024, curated by Dr. Brigit Blass-Simmen and Dr. Thomas Kellein, Berlin, Germany

### Gruppenausstellungen (Auswahl)
- 1989: 4 Schweizer, Kampnagel, Hamburg
- 1994: Weltmoral, Basel, Kunsthalle Basel (Katalog)
- 2000: La grande illusion, Neuchâtel, Musée d’Art et d’Histoire[28] (Katalog)
- 2004: Leere x Vision, Körper und Gegenstände, Museum Marta Herford (Katalog)
- 2008; OWL 1, Museum Marta Herford (Katalog)
- 2011: Die unbekannte Sammlung, Kunsthalle Bielefeld
- 2019: How The Light Gets In, Das Kleid / The Dress, Herbert F. Johnson Museum of Art, Ithaca, NY[29]
- 2022: Troubled Nature, Haus Kunst Mitte, Berlin[30]
- 2024 Fundaziun Not Vital (Art Foundation), "Black and Almost Black", August 2 / 2024, Ardez (House), Sent (sculpture park), Tarasp (castle), group show with Alighiero Boetti, Heidi Bucher, Frederick Einhorn, Felix Gonzalez-Torres, Bethan Huws, Ligao, Jacques Lipchitz, Robert Mapplethorpe, Elisabeth Masé, Rembrandt, Hiroshi Sugimoto, Lucy Tasseor, Engadin, Switzerland https://notvital.com/en/fundaziun

## Werke in Sammlungen
- Bank Julius Bär, Zürich[31]
- Manor Kunstpreis (Sammlung)
- Kunsthalle Basel[32]
- Kunstkredit Basel-Stadt[33]
- Helvetia Kunstsammlung[34]
- Kunstsammlung des Kantons Bern[35]
- Kunsthalle Bielefeld[36]
- Herbert F. Johnson Museum of Art, Ithaca, NY, US[37]
- Not Vital - Foundation https://notvital.com/en/fundaziun